# Les Aventures de Simon et Gunther...
Albums de Daniel Balavoine
De vous à elle en passant par moi
(1975) Le Chanteur
(1978)
Singles
1. Lady Marlène
Sortie : 1977
2. Ma musique et mon patois
Sortie : 1977

Les Aventures de Simon et Gunther... est le deuxième album studio de Daniel Balavoine sorti en 1977. Il s'agit d'un album-concept sur le thème de deux frères séparés par le Mur de Berlin.

## Historique
À l'époque, Balavoine, âgé de 25 ans, n'était pas à son premier coup d'essai dans les studios ; en effet, il a déjà enregistré des disques depuis 1971, mais qui n'ont connu que des échecs commerciaux.
En 1975, ayant signé chez Barclay pour 3 albums, il avait enregistré son premier album, De vous à elle en passant par moi, centré sur les émois, mais le disque se vend peu et finit par être un échec commercial et tombe dans l'anonymat.
En 1976, il passe quatre jours en Pologne et dans une interview dans un journal, il raconte son voyage: 

« Sur les plateaux de la télévision, j'ai d'abord rencontré un chanteur dont le rêve était d'aller chanter à Paris, à l'Olympia, mais qui ne le pouvait pas... J'ai trouvé ça vraiment odieux et lamentable. Puis dans la ville, j'ai constaté de drôles de choses. Dans mon hôtel, j'ai vu des gens qui vendaient clandestinement des revues pornos. Dans les grands magasins, j'ai vu des rayons avec mille fois la même paire de gants ou le même imperméable... ça m'a remué le cœur, je me sentais mal, j'ai eu envie de gueuler, j'ai pris le prétexte du Mur de Berlin parce que c'était la seule chose qui me paraissait concrète à ce point-là, c'est-à-dire que c'est quelque chose qui est vraiment bâti contre la liberté individuelle et qu'on peut toucher du doigt. »

— Daniel Balavoine.
De là, est né ce second album, avec quelques touches de rock, pour lequel il a obtenu de sa maison de disques, Barclay, la liberté de choix de ses musiciens. Autour de lui, on retrouve les futurs membres du groupe Clin d'Œil, qui l'accompagnera sur les albums Face amour / Face amère et Un autre monde.
L'histoire de cet album-concept est deux frères vivant à Berlin et séparé par le mur de Berlin. Le disque vinyle est paru avec deux variantes, l'un avec le logo Barclay sur le rond central du 33 tours et l'autre avec le logo Riviera L.M, filiale de Barclay.
Un titre enregistré durant les sessions de l'album mais non finalisé, la ballade folk J'étais devenu un homme, n'a pas été retenu pour figurer sur le disque au moment de sa sortie. Oubliée depuis, elle vient d'être redécouverte sur une bande multipiste et sera intégrée dans l'intégrale de l'artiste qui sortira en décembre 2020, à l'approche des 35 ans de la mort du chanteur,,.

## Sortie et accueil
Les Aventures de Simon et Gunther... sort en avril 1977, mais les ventes se révèlent faibles avec seulement 20 000 exemplaires. Toutefois, il reçoit des critiques plutôt favorables, notamment dans Rock & Folk. Contrairement au premier album de l'artiste, De vous à elle en passant par moi, également un échec commercial à sa sortie, Les Aventures de Simon et Gunther... permettra à Balavoine de se faire remarquer, sans pourtant voir ses ventes décoller. 
Parallèlement à la sortie de l'album, un single 45 tours est publié pour promouvoir l'album, Lady Marlène. Balavoine bénéficie avec ce titre de nombreux passages à la radio, notamment sur Europe 1, et télévisées, qui lui permet d'obtenir un succès d'estime. C'est durant une prestation de Balavoine interprétant Lady Marlène à la télévision que Michel Berger, plus connu à l'époque comme auteur-compositeur à succès, le remarque et décide de l'engager pour le rôle du voyou Johnny Rockfort dans son opéra-rock Starmania, que Berger a créé avec Luc Plamondon.
En 1982, Balavoine, qui a entre-temps connu le succès avec Le Chanteur et Un autre monde, dira que « ce disque a intéressé les gens », ce qui lui a permis de faire « toutes les émissions de l'époque, en tout cas ça [l'a] fait connaître ».
Quelques jours après la mort de Daniel Balavoine, Michel Berger dira parlant de cet album qu'il avait envisagé d'en faire un spectacle: «Il avait fait un disque qui était absolument formidable sur le mur de Berlin. C'était l'histoire de deux frères qui étaient chacun d'un côté du mur. Moi j'avais le projet de faire ça en spectacle, avec lui d'ailleurs. L'histoire de deux frères qui sont chaque côté d'un mur dans un pays partagé.»

## Critiques
Jean-Marc Faubert dans Sud-Ouest en 1977 : « A 25 ans, Daniel Balavoine vient de réussir un authentique exploit musical en écrivant " les Aventures de Simon et Gunther ", sorte d'oratorio à la honte du mur de Berlin. En une dizaine de chansons, Balavoine raconte l'histoire de deux frères séparés un triste jour de 1961 par la concrétisation bétonnée de l'existence de deux Allemagnes. Paroles intelligentes soutenues par une musique tout imprégnée de la fameuse "Stimmung" germanique, voix émouvante, d'une mobilité et d'une agilité extrême, ce disque fait indéniablement partie des grandes révélations de l'année ».

## L'histoire
Simon et Gunther sont deux frères allemands : Simon est né en 1933, Gunther en 1941. Simon habite Berlin-Est et Gunther, Berlin-Ouest (Viertel). Leur père fut arrêté en 1942 pour désertion.
Le 13 août 1961, les deux frères ont rendez-vous rue Bernauer ; mais de chaque côté du mur, des militaires les renvoient chez eux. S'ensuit alors une série de lettres, et les deux frères planifient alors une évasion, avec Axel et Lilli, des amis d'enfance eux aussi séparés... 
Axel et Lilli se retrouvent, ils sont fiancés et attendent encore un enfant. On apprend qu'il n'y a plus de nouvelles de Simon. En essayant de passer Simon se fait tuer (Lady Marlène) alors qu'Axel réussit à passer. On peut supposer que Gunther est blessé mais il guérit (La lettre à Marie).
Correspondances est un titre instrumental qui sert d'ouverture. Les titres suivants racontent la séparation, Les aventures de Simon et Gunther... Stein résume la vie des deux garçons de leur naissance à la séparation, Lady Marlène, la tentative de passage du mur, Lettre à Marie, situé plusieurs années après, montre Gunther reprenant peu à peu pied, entouré du reste de sa famille et de ses amis, et Ma musique et mon patois, conclut l'album, mais non l'histoire, puisque dans cette chanson Balavoine prend la défense du rock en français (thème qu'on retrouvera dans Le français est une langue qui résonne).

## Liste des chansons
Toutes les chansons sont écrites et composées par Daniel Balavoine, sauf celles indiquées.
| No  | Titre                                   | Musique                        | Auteur            | Durée |
| --- | --------------------------------------- | ------------------------------ | ----------------- | ----- |
| 1.  | Correspondances (instrumental)          |                                |                   | 2:43  |
| 2.  | La porte est close                      |                                |                   | 3:18  |
| 3.  | La Réponse                              |                                |                   | 3:21  |
| 4.  | Mon pauvre Gunther                      |                                |                   | 3:02  |
| 5.  | J’entends cogner ton cœur               |                                |                   | 4:16  |
| 6.  | Lise Altmann                            |                                |                   | 3:02  |
| 7.  | Les Aventures de Simon et Gunther Stein | Daniel Balavoine; Guy Guermeur | Daniel Balavoine  | 2:58  |
| 8.  | Lady Marlène                            |                                |                   | 4:52  |
| 9.  | La Lettre à Marie                       | Daniel Balavoine               | Bernard Balavoine | 4:44  |
| 10. | Ma musique et mon patois                | Daniel Balavoine               | Bernard Balavoine | 4:13  |

## Crédits
- Bernard Serre et Daniel Balavoine — arrangements

## Théâtre
- La pièce de théâtre Berlin, de l'autre côté du mur de Sandrine Gauvin est inspirée de l'album Les Aventures de Simon et Gunther. Publication: France, Éditions Ex Aequo, 2010, 80 p. (Collection Entr'actes).  (ISBN 9782359620955)